# Gorki Águila
Gorki Águila (* 11. listopadu 1968, Havana, Kuba) je kubánský punkrockový hudebník, frontman skupiny Porno para Ricardo. Skupina zpočátku mohla hrát bez omezení, postupně ale sílil její protirežimní charakter. Poté, co byl Gorki Águila vězněn, se stal disidentem a otevřeným kritikem komunistického zřízení Kuby i jejích představitelů.
Águila byl uvězněn v roce 2003 v souvislosti s šířením drog. Obviněn byl s využitím policejní léčky: policistka, která se vydávala za jeho fanynku, jej požádala o amfetaminy; Águila jí dal dvě pilulky. Odsouzen byl na 4,5 roku ve vězení. V březnu 2005 byl podmínečně osvobozen. Věznění vyhrotilo jeho politické názory.
V roce 2007 se Águila objevil v dokumentárním filmu Alessia Cuoma a Sandera de Nooij Cuba RebelioN. Film ukazuje situaci kubánského hudebního undergroundu, který se staví na odpor Castrovu režimu.
Gorki rád kreslí, hraje na kytaru a poslouchá hudbu Led Zeppelin, Scorpions a grungeových kapel ze Seattlu. Skupinu Porno para Ricardo založil v roce 1999 spolu s kytaristou Cirem Díazem, baskytaristou Oscarem Pitou a bubeníkem Luisem Davidem Gonzálezem. Skupinu nazvali podle svého kamaráda, malíře Richarda, jenž se proslavil svou erotickou posedlostí.